# Tensor żyracji
Tensor żyracji jest tensorem opisującym drugi moment, który opisuje pozycję zbioru cząstek lub cząstek elementarnych.
{\displaystyle S_{mn}\ {\stackrel {\mathrm {def} }{=}}\ {\frac {1}{N}}\sum _{i=1}^{N}r_{m}^{(i)}r_{n}^{(i)},}
gdzie {\displaystyle r_{m}^{(i)}} jest {\displaystyle \mathrm {m^{ta}} } współrzędną kartezjańską wektora pozycyjnego {\displaystyle \mathbf {r} ^{(i)}} {\displaystyle \mathrm {i^{tej}} } cząstki.
Początek układu współrzędnych został dobrany tak aby został spełniony następujący warunek:
{\displaystyle \sum _{i=1}^{N}\mathbf {r} ^{(i)}=0,}
co oznacza, że system posiada centrum masy {\displaystyle r_{CM},} zdefiniowane w sposób następujący:
{\displaystyle r_{CM}={\frac {1}{N}}\sum _{i=1}^{N}\mathbf {r} ^{(i)}.}
W układzie ciągłym tensor żyracji jest zapisywany jako:
{\displaystyle S_{mn}\ {\stackrel {\mathrm {def} }{=}}\ \int d\mathbf {r} \ \rho (\mathbf {r} )\ r_{m}r_{n},}
gdzie {\displaystyle \rho (\mathbf {r} )} reprezentuje gęstość cząstek w zadanym położeniu {\displaystyle \mathbf {r} .}
Pomimo że, tensor żyracji oraz tensor momentu bezwładności wyrażone są za pomocą odmiennych jednostek to wykazują one istotne podobieństwo. Kluczową różnicą jest nadanie masy każdej z cząstek opisywanych za pomocą tensora momentu bezwładności podczas gdy wartość tensora żyracji zależy jedynie od położenia cząstek a masa nie odgrywa żadnego znaczenia. Dlatego też w przypadku gdy wszystkie cząstki w opisywanym układzie mają taką samą masę to obydwa tensory są do siebie proporcjonalne.

## Diagonalizacja
Ponieważ tensor żyracji stanowi symetryczną macierz kwadratową o rozmiarze 3x3, to kartezjański układ współrzędnych może być wyznaczona w oparciu o część diagonalną macierzy.
{\displaystyle \mathbf {S} ={\begin{bmatrix}\lambda _{x}^{2}&0&0\\0&\lambda _{y}^{2}&0\\0&0&\lambda _{z}^{2}\end{bmatrix}},}
gdzie osie są dobrane w taki sposób aby elementy diagonalne były uporządkowane w sposób następujący:
{\displaystyle \lambda _{x}^{2}\leqslant \lambda _{y}^{2}\leqslant \lambda _{z}^{2}.}
Opisane elementy diagonalne są zwyczajowo nazywane „momentami głównymi” tensora żyracji.

## Parametry opisujące kształt cząsteczki
Momenty główne tensora żyracji mogą posłużyć do wyrażenia kilku parametrów opisujących rozmieszczenie cząsteczek; podniesiony do kwadratu promień żyracji jest sumą momentów głównych
{\displaystyle R_{g}^{2}=\lambda _{x}^{2}+\lambda _{y}^{2}+\lambda _{z}^{2}.}
Asferyczność {\displaystyle b} jest definiowana w sposób następujący:
{\displaystyle b\ {\stackrel {\mathrm {def} }{=}}\ \lambda _{z}^{2}-{\frac {1}{2}}\left(\lambda _{x}^{2}+\lambda _{y}^{2}\right).}
Wielkość ta jest zawsze dodatnia, przyjmuje wartość zerową jedynie gdy wszystkie momenty główne są równe, λx = λy = λz. Jest to osiągane gdy rozmieszczenie cząstek w przestrzeni jest sferyczne (stąd też wywodzi się nazwa tego parametru), lub też gdy rozmieszczenie cząstek jest symetryczne względem wszystkich osi w układzie – przykładowo cząsteczki są rozmieszczone na podobieństwo sześcianu, tetraedru lub innej bryły platońskiej.
W podobny sposób acylindryczność {\displaystyle c} jest definiowana jako:
{\displaystyle c\ {\stackrel {\mathrm {def} }{=}}\ \lambda _{y}^{2}-\lambda _{x}^{2}.}
Wielkość ta ma zawsze wartość dodatnią, przyjmuje wartość zerową tylko gdy dwa momenty główne są równe, λx = λy. Warunek ten jest spełniony gdy rozmieszczenie cząstek jest cylindrycznie symetryczne (stąd pochodzi miano parametru). Jednakże w sytuacji, gdy rozmieszczenie cząstek jest symetryczne względem dwóch osi układu współrzędnych acylindryczność także równa się zeru.
Natomiast względna anizotropia kształtu {\displaystyle \kappa ^{2}} jest definiowana jako:
{\displaystyle \kappa ^{2}\ {\stackrel {\mathrm {def} }{=}}\ {\frac {b^{2}+(3/4)c^{2}}{R_{g}^{4}}}.}
Parametr ten przyjmuje wartości w zakresie od zera do jeden.